# Buchanania (plant)
Buchanania is een geslacht uit de pruikenboomfamilie (Anacardiaceae). De soorten komen voor op het Indisch subcontinent, in Zuidoost-Azië, Zuid-China, Taiwan, de Filipijnen, Nieuw-Guinea, tropisch Australië en op de Pacifische eilanden.

## Soorten
- Buchanania amboinensis Miq.
- Buchanania arborescens (Blume) Blume
- Buchanania attenuata A.C.Sm.
- Buchanania axillaris (Desr.) Ramamoorthy
- Buchanania barberi Gamble
- Buchanania cochinchinensis (Lour.) M.R.Almeida
- Buchanania engleriana Volkens
- Buchanania evrardii Tardieu
- Buchanania ferruginea Engl.
- Buchanania glabra Wall. ex Engl.
- Buchanania insignis Blume
- Buchanania lanceolata Wight
- Buchanania lancifolia Roxb.
- Buchanania macrocarpa Lauterb.
- Buchanania mangoides F.Muell.
- Buchanania merrillii Christoph.
- Buchanania microphylla Engl.
- Buchanania nitida Engl.
- Buchanania obovata Engl.
- Buchanania palawensis Lauterb.
- Buchanania reticulata Hance
- Buchanania sessilifolia Blume
- Buchanania siamensis Miq.
- Buchanania splendens Miq.
- Buchanania vitiensis Engl.
- Buchanania yunnanensis C.Y.Wu

... · 
Anacardium · 
Bouea · 
Buchanania · 
Cotinus · 
Mangifera · 
Pistacia (Pistache) · 
Protorhus · 
Rhus · 
Schinus · 
Sclerocarya · 
Sorindeia · 
Spondias · 
Toxicodendron · 
...